# NGC 2620
NGC 2620 ist eine Spiralgalaxie vom Hubble-Typ S im Sternbild Krebs auf der Ekliptik. Sie ist schätzungsweise 346 Millionen Lichtjahre von der Milchstraße entfernt.
Das Objekt wurde am 5. Mai 1863 von William Lassell entdeckt.